# Theodor Reysmann

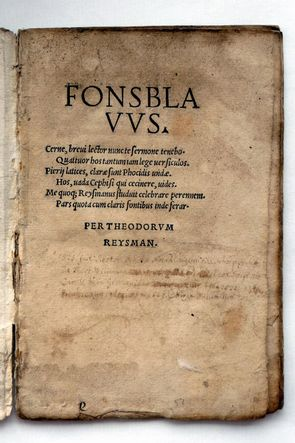
Titelblatt von Fons Blavus, 1531

Theodor Reysmann (auch Theodoros, Theodoricos, Dietrich, Diether Reysmann oder Raismann) (* in Heidelberg um 1503; † in der Pfalz, wahrscheinlich Neukastel, zwischen Herbst 1543 und Mai 1544) war Lehrer, evangelischer Pfarrer und humanistischer Dichter des 16. Jahrhunderts.

## Herkunft und Bildung
Reysmann wurde um 1503 in Heidelberg geboren. Sein Vater war vermutlich der Heinrich Reysmann, der am 25. Oktober 1487 in die Heidelberger Matrikel eingetragen wurde; dieser wurde am 8. Juli 1489 Baccalaureus artium via moderna und am 27. Februar 1492 Magister. Zu den Vorfahren der Familie könnte ein Peter Reysemann in Reichenbach gehören, der 1439 urkundlich erwähnt wird. Ein Bruder Reysmanns war offenbar Nicolaus Reysmann, in den 1530er Jahren Schaffner des Klosters Ebrach in Ebrach. Ein Nachkomme des Bruders könnte Hans Raismann sein, der 1564 Rentkammersekretär in Stuttgart, 1565‒1600 Keller in Kirchheim und 1601 Vogt in Neidlingen war.
Reysmann besuchte wohl zunächst die Trivialschule in Heidelberg und immatrikulierte sich am 6. Juli 1520 an der Universität Heidelberg im Studiengang via moderna, in dem das Schwergewicht auf das Verbale (Dialektik, Logik, Rhetorik), d. h. das Erlernen der antiken Sprachen Latein, Griechisch und Hebräisch gelegt wurde.
Bereits am 8. April 1521 (Immatrikulation) wechselte er an die Universität Wittenberg. Dort studierte er bei Luther und Melanchthon und wurde ein Anhänger der Reformation. In Wittenberg erreichte er am 20. Juli 1521 den Grad eines Baccalaureus.
Von Wittenberg kehrte er im Frühjahr 1523 wieder an die Universität Heidelberg zurück, wo er am 5. März 1523 zum Magister der via moderna promoviert wurde.

## Leben und Wirken
Reysmanns Berufsziel war offenbar das Lehramt an Lateinschulen, wo er seine guten Kenntnisse der „drei Sprachen“ vermitteln konnte. Seine erste Anstellung erhielt er, auf Empfehlung Melanchthons und Luthers, 1524 an der neu gegründeten Bartholomäusschule in Altenburg. Hier verheiratete er sich mit einer Frau unbekannten Namens. Da er aber in Streit mit dem Stadtrat wegen seiner jährlichen Belohnung von 40 fl, die ihm nicht richtig ausbezahlt wurde, geriet, verließ er seine Schulmeisterstelle bereits nach zwei Jahren (1526) wieder. Nach einem kurzen Aufenthalt in Wittenberg kehrte er mit seiner Frau in demselben Jahr 1526 nach Heidelberg zurück.
Da Reysmann dringend eine neue Schulmeisterstelle benötigte, übernahm er am 11. Januar 1527, offenbar auf Empfehlung seines ehemaligen Heidelberger Lehrers Billican, den Unterricht an der Lateinschule der Reichsstadt Nördlingen. Hier wurde sein humanistischer Unterricht mehr gewürdigt, auch wurde er mit 52 fl höher entlohnt. Möglicherweise unter dem Einfluss Billicans wendete sich Reysmann in Nördlingen dem alten Glauben zu.

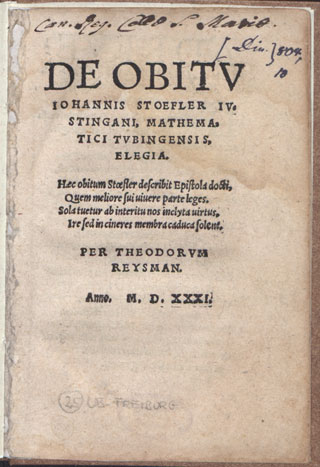
Titelblatt von De obitu Johannis Stoefler Iustingani mathematici Tubingensis, 1531

Wie es die Art vieler humanistischer Dichter der Zeit war, versuchte er, durch ein Lobgedicht auf eine hochstehende und mächtige Persönlichkeit, öffentliche Anerkennung als Dichter und Förderung seiner beruflichen Aussichten zu bewirken. Ein geeigneter Anlass erschien ihm der Reichstag in Augsburg im Jahre 1530 zu sein, wo nicht nur Kaiser Karl V., sondern auch sein Bruder König Ferdinand I. anwesend waren. König Ferdinand widmete er ein Loblied auf die kaiserliche Politik: „DE ADVENTU SECUNDO CAESARIS SEMPER AUGUSTI IMPERATORIS CAROLI V IN GERMANIAM“ (Augsburg 1530). Daraufhin wurde er von König Ferdinand zum Poeta Laureatus gekrönt.
Das Herzogtum Württemberg war durch die Vertreibung Herzogs Ulrichs von Württemberg im Jahr 1519 ein österreichisches Herzogtum geworden und wurde von Georg Truchseß von Waldburg verwaltet. Für die Landesuniversität Tübingen, wo der Studienbetrieb entsprechend der Ordinatio Ferdinandi im humanistischen Geist neu geordnet werden sollte, erschien Reysmann ein geeigneter Mitkämpfer. Möglicherweise erhielt er daher dort 1530‒1534 einen Lehrstuhl für Dichtung und Redekunst an der Artistenfakultät.
Als 1530 die Pest in mehreren württembergischen Städten ausbrach, befürchtete man auch einen solchen Ausbruch in Tübingen. Die Universität beschloss die Verlagerung in andere Orte: Die Realistenburse, der Reysmann angehörte, verlagerte von 1530 bis 1531 ihren Aufenthaltsort ins Kloster Blaubeuren. Mit Reysmann zogen Johannes Stöffler und andere Fakultätsmitglieder. Dort hatte er offenbar viel Muße und schrieb den Fons Blavus (1531), ein Lobgedicht auf die Blauquelle, Kloster Blaubeuren und die schöne Umgebung.
Als Johannes Stöffler beim Aufenthalt in Blaubeuren am 16. Februar 1531 an Altersschwäche verstarb, verfasste Reysmann auch ein Trauergedicht auf dessen Tod: „DE OBITU IOHANNIS STOEFLER IUSTINGANI MATHEMATICI TUBINGENSIS ELEGIA“ (1531).
Nach der Rückkehr der Artistenfakultät nach Tübingen 1531 reiste er nach Speyer, um dort Freunde zu besuchen, die mit ihm in Blaubeuren gewesen waren. Er war Gast von Domkustos Otto von Falkenberg. Beeindruckt von der Schönheit der Stadt verfasste er ein Lobgedicht auf Speyer („Pulcherimae Spirae Summique in ea Templi Enchromata“).
Der vertriebene Herzog Ulrich von Württemberg versuchte sein Herzogtum aber wiederzuerlangen und fand einen Verbündeten in Landgraf Philipp von Hessen. Es kam am 13. Mai 1534 zur Schlacht von Lauffen am Neckar, wo die Österreicher eine schwere Niederlage hinnehmen mussten und fortan das Herzogtum Württemberg räumten. In dieser bedrohlichen Lage Reysmanns für seine berufliche Zukunft machte er wieder einen Kurswechsel und wendete sich erneut dem Protestantismus zu: Er verfasste sogar ein Lobgedicht auf den siegreichen württembergischen Herzog „DE WIRTEMBERGENSI DUCATU ARMIS RECUPERATO PAEAN“ (1534), womit er Herzog Ulrich offenbar gnädig stimmen wollte. Dies hatte offenbar keinen Erfolg: Herzog Ulrich hatte andere Pläne mit der Universität Tübingen, die er im protestantischen Geist reformieren wollte.
Noch im selben Jahr 1534 wandte er sich an den Rat der damals protestantischen Reichsstadt Konstanz um ein Amt oder um ein Stipendium für ein Rechtsstudium in Italien. Ob der Rat das Schreiben überhaupt zur Kenntnis genommen hat, ist unbekannt. Jedenfalls nahm sich Reysmanns der in Württemberg eingesetzte protestantische Reformator Ambrosius Blarer an und offerierte ihm 1534 eine Stelle als herzoglicher Lesemeister im Kloster Hirsau, wo die Mönche durch Vorlesungen auf die Reformation und schließliche Aufhebung des Klosters vorbereitet werden sollten. Aber dort kam es zu heftigen Konflikten mit dem noch katholischen Abt; schließlich wurde Reysmann noch vor Ostern 1535 von Hirsau abberufen.
Wieder ohne Anstellung und Brot versuchte er 1535 über seinen Freund Dionysius Melander in Frankfurt eine Anstellung als Lehrer zu erhalten. Dies scheint aber nicht gelungen zu sein. Jedenfalls findet sich Reysmann von 1537‒1541 als Pfarrer in Cleebronn bei Brackenheim. Auch hier kam es im Laufe der Zeit zu Auseinandersetzungen, zunächst mit dem Schultheißen von Cleebronn und schließlich zu Schlaghändeln mit einigen Einwohnern im Wirtshaus von Eibensbach, wo er sich eine Wunde an der Wange zuzog. Schließlich wurde Reysmann 1541 aus dem Pfarrdienst entlassen und als Friedensbrecher aus dem Herzogtum Württemberg ausgewiesen.
Zuletzt hielt sich Reysmann auf der Burg Neukastel bei Landau im Herzogtum Zweibrücken auf. Hier verfasste er sein letztes Werk, den Amor propheta, den sein Freund Michael Toxites posthum 1544 in Straßburg drucken ließ.
Zwischen November 1543 und Mai 1544 verstarb Reysmann vermutlich auf Burg Neukastel. Er wurde wahrscheinlich entweder in der Kapelle der Burg Neukastel oder auf dem Friedhof von Leinsweiler, wohin die Burg eingepfarrt war, begraben.

## Werke, auch Werkausgaben (Auswahl)
- Theodor Reysmann und Hans-Günter Bilger: Fons blavus: poetische Beschreibung von Blautopf und Kloster Blaubeuren aus dem Jahre 1531: ein alter Druck wiederaufgefunden. Hrsg. und bearb. von Hans-Günter Bilger. Übersetzung von Joachim Walter. Fonsblavus-Verlag, Tübingen 1986.

- Theodor Reysmann und Dirk Kottke: De obitu Iohannis Stoefler Iustingani mathematici Tubingensis elegia (Augsburg 1531): Ein Gedicht auf den Tod des Tübinger Astronomen Johannes Stöffler (1452‒1531). Edition, Übersetzung und Kommentar mit einem Verzeichnis der poetischen Werke Reysmanns von Dirk Kottke. Olms, Hildesheim / Zürich / New York 2013 (= Spudasmata: Studien zur klassischen Philologie und ihren Grenzgebieten, Bd. 156).

- Gustav Bossert und Albert Kennel: Theodor Reysmann und sein Lobgedicht auf Speyer. In: Mitteilungen des Historischen Vereines der Pfalz. Heft 29 und 30, 1907, S. 156‒248, Internet Archive.